# Diseño mecánico
En ingeniería el diseño mecánico es el proceso de dar forma, dimensiones, materiales, tecnología de fabricación y funcionamiento de una máquina para que cumpla unas determinadas funciones o necesidades.
El diseño se diferencia del análisis, en que en estos se toma un diseño ya existente para estudiarlo, y verificar que cumpla con las necesidades para las que fue diseñado.
Un buen diseño mecánico comienza por captar las necesidades del cliente y transcribirlas a requerimientos de ingeniería. Algunos tipos de diseños mecánicos: Dispositivos especiales para transporte y sujeción de materiales, Equipos y plantas de procesos, Equipos estáticos de procesos, Máquinas rotativas, Accionamientos especiales.